# Franz Xaver Schwarz
Pour les articles homonymes, voir Schwarz.
Franz Xaver Schwarz est un homme politique allemand, né le 27 novembre 1875 à Günzburg et mort le 2 décembre 1947 dans un camp de prisonniers allié près de Ratisbonne. 
L'un des principaux dirigeants du parti nazi, avec le rang de Reichsleiter, il a exercé la fonction de trésorier du parti (Reichsschatzmeister) et a été l'un des quatre hommes à porter le grade de SS-Oberst-Gruppenführer.
Il est mort en détention avant d'avoir été jugé.

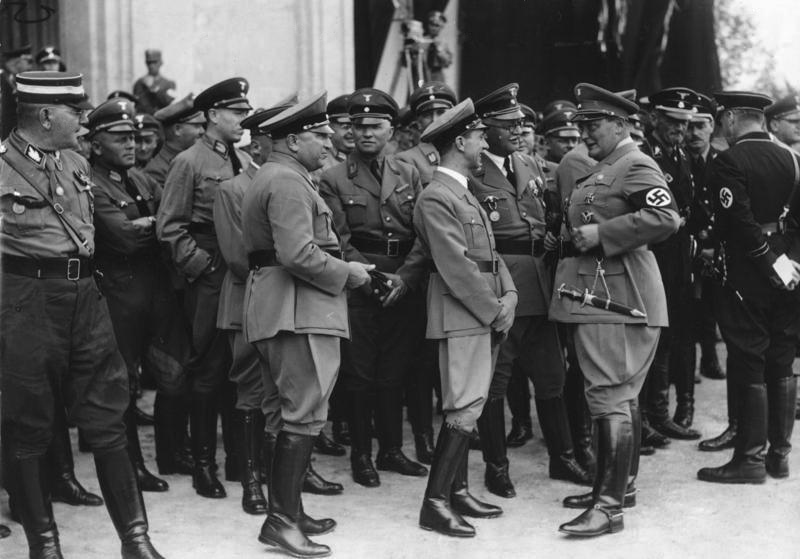
Schwarz à Nuremberg en 1936, au second plan, entre Goebbels et Göring.